# 威洛鎮區 (愛荷華州切羅基縣)
威洛鎮區（英語：Willow Township）是位於美國愛荷華州切羅基縣的一個行政鎮區。

## 地方資料
根據2010年美國人口普查的數據，威洛鎮區的面積為94.02平方千米，當中陸地面積為93.91平方千米，而水域面積為0.11平方千米。當地共有人口845人，而人口密度為每平方千米8.99人。